# Siegfried Hasenjäger
Siegfried Hasenjäger (* 19. Februar 1899 in Braunschweig; † 28. Oktober 1970 in Kommern) war ein deutscher Bauingenieur.

## Leben
Hasenjäger studierte nach dem Wehrdienst im Ersten Weltkrieg Bauingenieurwesen an der TU Braunschweig mit dem Abschluss 1922. Seit 1917 war er Mitglied der Braunschweiger Burschenschaft Germania. Bis 1926 war er als Statiker und Konstruktionsingenieur in der Bauindustrie (Stahlbeton) und danach im höheren Bremischen Staatsdienst bei der Baupolizei. Er promovierte 1935 in Braunschweig (Über das Verhalten des Betons und Eisenbetons im Feuer und die Ausbildung von Dehnungsfugen im Eisenbetonbau). Ab 1939 war er im Vorstand der Preußischen Prüfungsstelle für statische Berechnungen (später Reichsstelle für Baustatik) in der Preußischen Bau- und Finanzdirektion in Berlin. Von 1947 bis zum Ruhestand 1964 war er Regierungsbaudirektor und Leiter des Landesprüfungsamts für Baustatik von Nordrhein-Westfalen in Düsseldorf. Anschließend arbeitete er als Prüfingenieur für Baustatik.
Ab 1940 gab er mit Hans Gottsch das mehrbändige Werk Technische Baubestimmungen heraus.

## Schriften
- Standsicherheit von Bauten Bestimmungen für die statische Prüfung genehmigungspflichtiger Bauvorhaben mit einem Verzeichnis der Prüfämter und Prüfingenieure für Baustatik sowie der Prüfungsgebühren für das Bundesgebiet einschließlich Berlin. Düsseldorf: Werner 1960
- mit Hanns Frommhold: DIN Wohnungsbaunormen. Düsseldorf: Werner 1950 und öfter (die 28. Auflage erschien beim Bundesanzeiger Köln 2017)

Im Werner Verlag gab er auch jährlich Werners kleiner Baukalender heraus.